# Дванаест зрна грожђа
Дванаест зрна грожђа, које се једе једно по једно за сваки откуцај сата у поноћ на преласку из старе у нову годину, веома је распрострањен и популаран шпански обичај који датира још из 1909. године. Верује се да ће нова година бити срећна и успешна за свакога ко успе да поједе свих дванаест зрна у току последњих 12 секунди старе године.
Овај обичај вуче корене из 1909. године, када су аликантински виноградари, како би спасли од пропадања и продали велики вишак грожђа које је те године изузетно добро родило, измислили овај обичај, према хроникама из тог времена.
Како је време пролазило, обичај се надограђивао другим, мање више измишљеним ритуалима, који су се преносили од уста до уста, а све у циљу да се призове срећа, љубав, здравље. Тако на пример, новогодишње ноћи треба обући нов доњи веш - ако се прижељкује љубав, онда треба носити црвени доњи веш, ако се жели новац, онда доњи веш треба да буде жуте боје. Такође се верује да за ту ноћ треба добро очистити кућу и избацити све старо, а такође да треба наздравити са златним прстеном у чаши и на једној нози. Пиће те ноћи мора бити пенушаво вино, јер се верује да мехурићи који се стварају при сипању су мехурићи среће. Такође неки бацају чашу воде кроз прозор, јер се верује да тиме удаљавају и одстрањују тугу и несрећу од себе и свог дома.
Међутим, најукорењенији и најпрактикованији обичај који се практикује у ноћи новогодишњег дочека су дванаест зрна грожђа. Број дванаест је изабран због дванаест месеци које има година, сваки откуцај и свако зрно за по један месец у години.
Широм Шпаније људи се обично нешто пре поноћи скупљају на главном тргу града - у Мадриду, традиционално се окупљају у поноћ на тргу Пуерта дел сол, у Барселони је то некад био трг Плаза Каталуња а сада је Торе Агбар (Жан Нувел) У другим градовима такође су главни тргови места где се људи сакупљају како би заједно појели зрна грожђа и честитали једни другима нову годину.
Неки произвођачи су у овом обичају видели изузетну прилику за добар пословни потез, те се почев од 2000. године могу купити конзервице са 12 ољуштених зрна грожђа без семена.